# Arba Turim
El llibre de l'Arba Turim, (en hebreu: ארבעה טורים) també anomenat Tur, és una recopilació de lleis jueves (halakhot), i va ser escrit pel Rabí Jacob ben Asher (1270-1340), un segle després de la redacció de l'obra Mixné Torà, del Rabí Maimònides, el Rambam. El llibre tracta només sobre les lleis que són vàlides en absència del Temple de Jerusalem, el Beit HaMikdash. Les lleis són presentades en l'idioma original en que aquestes van ser redactades, i els autors són citats pel seu nom. El llibre és un resum de les deliberacions dels savis jueus de l'època (els Hakhamim) de França, Europa de l'Est i Espanya.

## Estructura interna de l'obra
L'obra va servir després de base per a la redacció del Xulhan Arukh, l'obra del Rabí Yossef Qaro, la qual es basa notablement en la seva estructura interna, i està dividida en quatre seccions:
- Orach Chaim: tracta sobre el comportament diari de l'home; les pregàries, les Tzitzit, les Tefil·lín, el Shabat, i les festivitats jueves.

- Yoré Deà: tracta sobre les lleis dels aliments impurs, el sacrifici ritual, les lleis alimentàries (la caixrut), els períodes d'impuresa de la dona, les ablucions, els vots, les confessions, els rotllos de la Torà, etcètera.)

- Even HaEzer: tracta sobre les lleis relatives a la família, les lleis del matrimoni i el divorci.

- Hoixen Mixpat: tracta sobre el codi penal, les lleis relatives a les finances, i els tribunals rabínics, els Bet Din.

## Comentaristes del llibre
Aquests són alguns dels principals comentaristes del llibre:
- El Rabí Yossef Qaro (l'autor del Xulhan Arukh).
- El Rabí Moisès Isserles.
- El Rabí Joel Sirkis.
- El Rabí Yehoshua Falk HaCohen.